# Clock Tower (Hongkong)

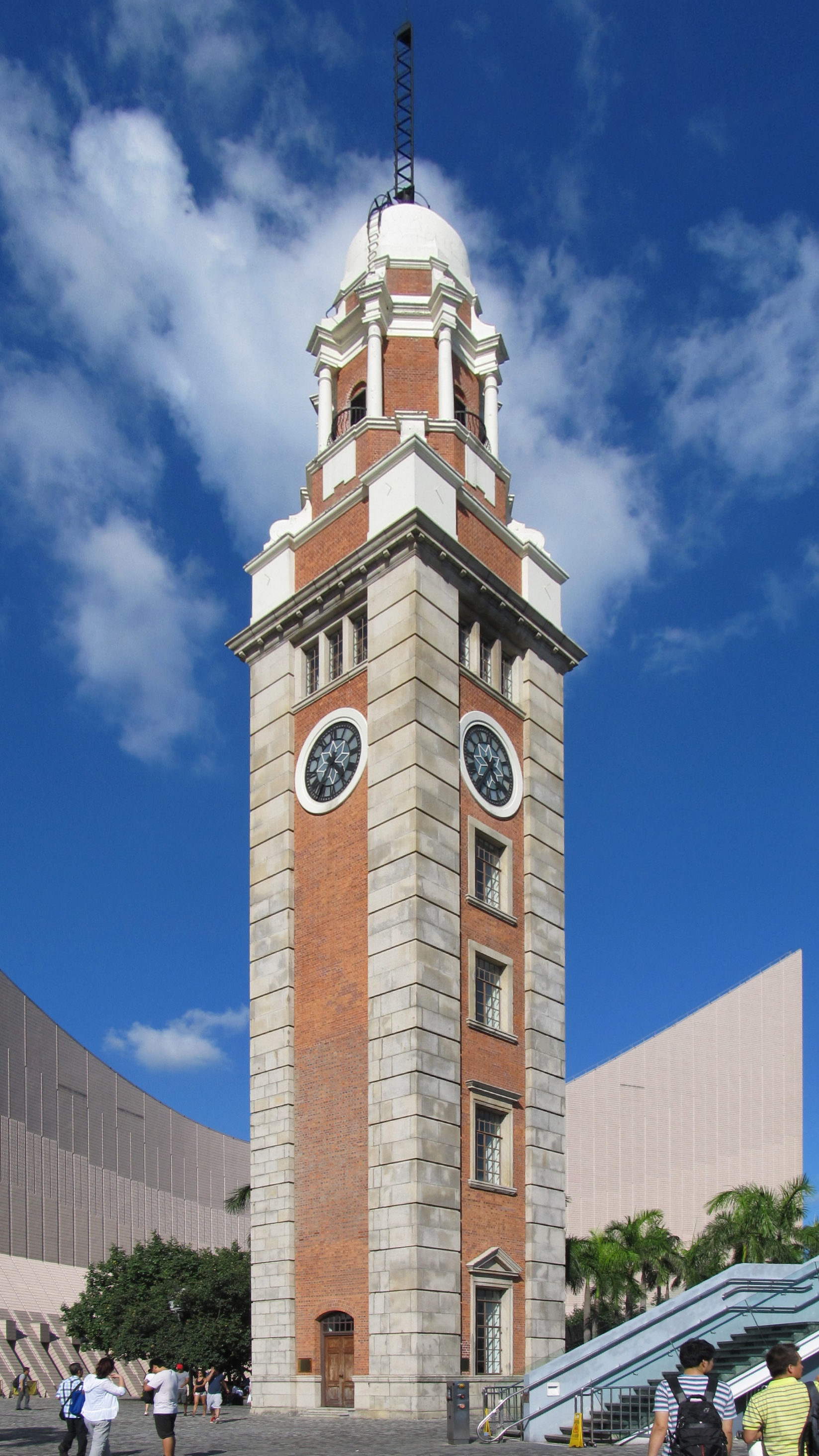
Clock Tower am TST – Hintergrund Hong Kong Cultural Centre, 2013

Der Clock Tower (chinesisch 鐘樓 / 钟楼 – „Uhrturm“) an der Küste von Tsim Sha Tsui (TST) auf der Halbinsel Kowloon ist eines der Wahrzeichen Hongkongs und das einzige Überbleibsel der ehemaligen „Kowloon Station“, eines Bahnhofs der Kowloon-Canton Railway aus dem Anfang des 20. Jahrhunderts. Er befindet sich am nördlichen Rand des Victoria Harbour und am südlichen Ufer von Tsim Sha Tsui. Der Uhrturm wird offiziell als Former Kowloon-Canton Railway Clock Tower (前九廣鐵路鐘樓) bezeichnet, üblicherweise wird er aber von Einheimischem nach seinem Standort Tsim Sha Tsui Clock Tower (尖沙咀鐘樓) genannt.

## Architektur und Geschichte
Der Turm, der aus rotem Backstein und Granit besteht, ist 44 m hoch; ein Blitzableiter auf dem Dach ist zusätzlich 7 m hoch. Ursprünglich besaß der Turm nur eine Uhr, erst später wurden weitere drei hinzugefügt und auf elektrischen Betrieb umgestellt, die endgültige Installation erfolgte im März 1921.
Der Bau des Bahnhofs begann 1913, der Turm wurde 1915 fertiggestellt (der Kopfbahnhof 1916). Nachdem in den 1970er Jahren ein neuer Bahnhof in Betrieb genommen worden war, begann – trotz zahlreicher Proteste unter anderem seitens Denkmalschutzorganisationen – der Abriss des alten Bahnhofs, nur der Turm blieb an seinem Platz erhalten.

## Kulturdenkmal
Seit Juli 1990 ist der Turm in der Liste der Kulturdenkmäler der Sonderverwaltungszone Hongkong (mit der Referenznummer 43) aufgeführt.